# Michel Camptort
Pour les articles homonymes, voir Camptort (homonymie).
Pas d'image ? Cliquez ici

a Compétitions nationales et continentales officielles uniquement.

Michel Camptort, est un joueur français de rugby à XV, devenu ensuite entraîneur puis président de la Section paloise de 2007 à 2017.
Il évolue durant sa carrière de joueur, de 1968 à 1982, aux postes de troisième ligne ou de deuxième ligne avec la Section paloise.

## Biographie

### Carrière de joueur
Michel Camptort commence le rugby à XV à la Section paloise. 
Michel Camptort évolue durant toute sa carrière avec la Section paloise[réf. nécessaire]. 
Camptort est le capitaine de l'équipe réserve championne de France en 1981. Le club s'impose en finale face au Racing CF (21-9).

### Carrière d'entraîneur
Après sa carrière de joueur, il continue à s'investir dans le rugby en devenant entraîneur des juniors de la Section paloise, aux côtés de Noël Guillemot. Ils emmènent l'équipe, comprenant des joueurs comme Philippe Racz, Philippe Ebel, François Preux ou Lionel Péré-Escamps en demi-finale de la Coupe Frantz-Reichel durant la saison 1984-1985, s'inclinant face à l'US Dax de Thierry Lacroix, qui s'impose en finale.
Forts de ce succès, les deux compères sont nommés à la tête de l'équipe première de 1985 à 1988,.

### Dirigeant
Michel Camptort est président de l'association Section paloise en 2007. Durant son mandat, il est réélu à plusieurs reprises, en 2013 et 2015. Cependant, ces élections sont souvent contestées par des membres de l'association, notamment Pierre Desclaux et ses partisans, qui ont accusé Camptort de ne pas respecter les règles électorales.
Le 12 juin 2017, Camptort est réélu lors d'une élection contestée. La chambre des appels correctionnels a annulé cette élection en novembre 2017, à la suite d'une plainte concernant l'exclusion des représentants de la SASP Section paloise (la structure professionnelle) du vote. Cette décision invalide également toutes les décisions prises par l'association depuis l'élection contestée. Un administrateur judiciaire est nommé pour organiser de nouvelles élections. Face à ces événements, Michel Camptort décide de ne pas se représenter aux élections réorganisées, le 26 février 2018. Yves Urieta, président par intérim, prend alors la tête de l'association à la suite du vote du nouveau comité directeur.

## Après carrière
Michel Camptort travaille aux services de la mairie de Pau.[réf. nécessaire]